# Ipochira philippinarum
Ipochira philippinarum är en skalbaggsart som beskrevs av Aurivillius 1927. Ipochira philippinarum ingår i släktet Ipochira och familjen långhorningar.
Artens utbredningsområde är Filippinerna. Inga underarter finns listade i Catalogue of Life.